# Eubaphe pumilata
Eubaphe pumilata är en fjärilsart som beskrevs av Fletcher 1954. Eubaphe pumilata ingår i släktet Eubaphe och familjen mätare. Inga underarter finns listade i Catalogue of Life.